# 반곡초등학교 팔봉분교
반곡초등학교 팔봉분교는 대한민국 강원특별자치도 홍천군 서면 팔봉리 814-1에 있었던 공립 초등학교이다.

## 연혁
- 1945.04.07 팔봉공립국민학교 개교
- 1985.03.01 반곡국민학교 팔봉분교장 격하
- 1996.03.01 반곡초등학교 팔봉분교장 개칭
- 1999.09.01 폐교(광판초등학교로 통합)